# Noé Canjura
Noé Canjura (Apopa, El Salvador, 14 de agosto de 1922 - Morienval, Francia, 29 de septiembre, de 1970) fue un destacado pintor salvadoreño.

## Primeros pasos
Nació en 1922 en Apopa, El Salvador, de familia de origen humilde. Creció en contacto con la adversidad y su lucha para derrotarla en su patria natal.
Para pagar parte de su manutención y aligerar el peso de los sacrificios hechos por su padre para darle educación, Canjura tuvo que trabajar en un aserradero y frecuentemente incluso dormir en el lugar sobre tablas de madera en estado aún rústico.
Su talento para el dibujo se hizo evidente a la edad de diecisiete años. Su primeros estudios lo realizó en la “Academia de Dibujo y Pintura Valero Lecha" en San Salvador (1942 – 1946). Desde 1942, Canjura tomó parte en todas las exposiciones colectivas posibles en El Salvador y algunos años después lo haría también en Guatemala.
En 1948 viajó becado por el gobierno de El Salvador para continuar en la Ciudad de México sus estudios, en donde fue profundamente influenciado por Diego Rivera, quien junto a Orozco y Siqueiros, estaban en el punto más alto de su fama. La influencia de Rivera disminuyó gradualmente y luego Canjura giró su atención hacia Gauguin, ganando así la concepción de un orden formal en la pintura y el uso de las curvas. Ese mismo año realizó su primera exposición en los Estados Unidos.

## Vida en París
La vida de Canjura cambió drásticamente en 1949 cuando partió a Francia y se enroló en la “École Nationale Supérieure des Beaux-Arts” para realizar estudios especializados en la técnica del fresco, a raíz de una beca otorgada por el gobierno de su país. Mientras estuvo en París tuvo una fuerte atracción hacia el trabajo de Coubert y Le Nain; sin embargo siempre se adhirió a temas que representaran la vida y costumbres de su patria.
En 1953 realizó en París su primera exposición individual y desde entonces Francia se convirtió en su patria adoptiva. La vida en París fue difícil, y como muchos otros, tuvo que emprender varias formas del trabajo manual para subsistir.
Se casó con Madeleine Bachelet, artista plástica como él, y por esto la disciplina de su trabajo resultó más fácil permitiéndose mayor dedicación. Dentro de Canjura siempre hubo gran controversia entre su habilidad como pintor y su ser perfeccionista.
La fuerte influencia de sus años en París se puso en evidencia cuando visitó brevemente El Salvador en 1957. Percibió su país con una nueva perspectiva y desde entonces el énfasis en el color y la luz se volvieron parte importante de su trabajo. 
La pintura de Canjura es ahora una síntesis de las muchas influencias que marcaron profundamente su carácter así como su trabajo. Sus lienzos son a la vez dramáticos y nostálgicos. Compuso poderosamente, a la vez detallados y con gran sutileza, planos de color simples que sugieren al principio abstracción.
El hecho de que en seis años (1959–1965) la ciudad de París comprara cuatro de sus pinturas para su colección permanente es una indicación de su posicionamiento en el mundo del arte de París y del desarrollo constante de su trabajo.
Canjura fue un miembro del “Société Nationale des Beaux-Arts” y “Société de Salón de la Jeune Peinture”. Exhibió regularmente y con popularidad indiscutida en los Salones importantes de París, en el Salón "Comparaisons", en el grupo de Maurice Boitel. Sus pinturas han sido adquiridas para las colecciones del Estado francés, del Museo Nacional de El Salvador (conocido en la actualidad con el nombre oficial de Museo Nacional de Antropología Dr. David J. Guzmán) y transferidas después al Museo de Arte de El Salvador, y del Museo de Hamishka Leomanouth en Ein Harod, Israel. En 1965 le fue concedido la codiciada “Prune d’Argent” del Salón Peintres de Provence.

## Morienval
Noé Canjura falleció a los 48 años en pleno desarrollo de su carrera en Morienval, Francia el 29 de septiembre de 1970. Sus restos se encuentran en el propio cementerio de la Iglesia de Notre Dame de Morienval (Antigua Abadía a 2 horas de París). Le sobreviven su hija Leticia Canjura y nieta Vilma Borden, ambas residen en Atlanta, Georgia, Estados Unidos.
Junto a Julia Díaz, Raúl Elas Reyes y Rosa Mena Valenzuela, Canjura es un icono en El Salvador de uno de los más grandes movimientos en pintura de su generación. 
Wally Findlay, presidente de las galerías Findlay (New York y Chicago), dijo en una ocasión: "El joven artista en un tiempo muy corto lograra la estatura de tales artistas contemporáneo como Bernard Buffet y Nicola Simbari".